# Gyöngyös

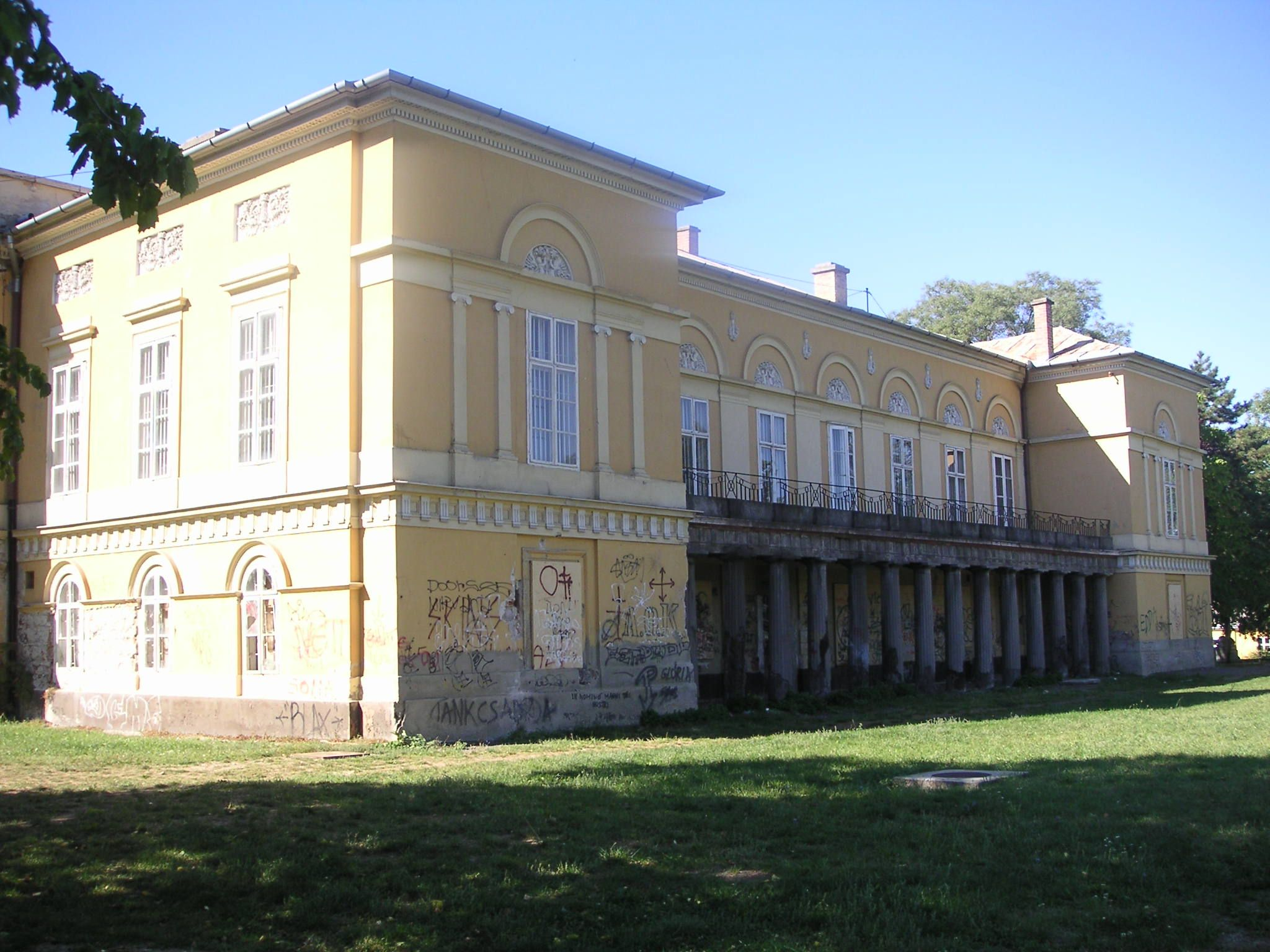
Pałac Orczy w Gyöngyös

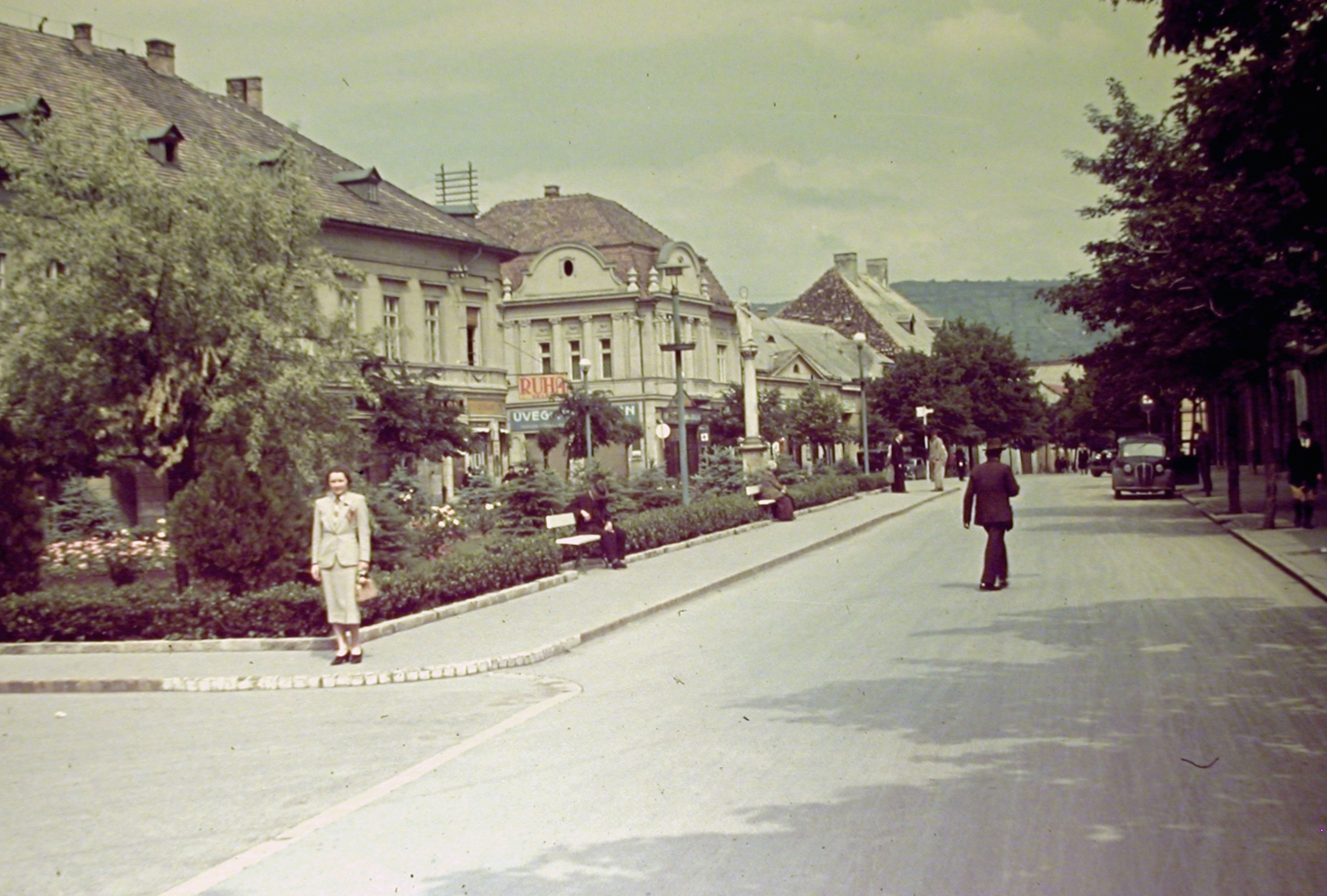
Gyöngyös w 1938

Gyöngyös – miasto węgierskie (32,64 tys. mieszkańców w I 2011 r.) położone u stóp góry Sárhegy, na zachód od gór Mátra. Położone jest w sąsiedztwie autostrady M3, między Egerem a stolicą Węgier,  80 km na północny wschód od Budapesztu. Gyöngyös jest centrum położonego na wulkanicznych glebach regionu winiarskiego Mátraalja (Podnóże Mátry) oraz bramą do gór Mátra. Miasto prowadzi wymianę partnerską z powiatem kolskim.

## Historia
Osadnictwo od czasów prehistorycznych. Tereny zamieszkane w średniowieczu przez Hunów i Awarów. Prawa miejskie od roku 1334.
Nazwa Gyöngyös pojawia się po raz pierwszy w roku 1261 w dokumencie fundacyjnym króla Świętego Władysława.
Prawa miejskie otrzymał Gyöngyös już w 1334 roku od króla Karola Roberta Andegaweńskiego. W XV wieku osiedlili się tu franciszkanie. 
W XVI i XVII wieku miasto zubożało, ponieważ jako miejscowość graniczna Gyöngyös zmuszony był płacić podwójne podatki – Habsburgom i Turkom. 
Kolejny rozwój miasta przypada na czas Monarchii Austro-Węgierskiej. 
W maju 1917 roku olbrzymi pożar zniszczył ok. 550 budynków miasta.  
Znaczenie i dobrobyt zawdzięczało miasto uprawie winorośli, produkcji wina oraz rozwojowi handlu winem. 
Historia uprawy winorośli w tym regionie sięga XI wieku. W przeciągu wieków zmieniały się uprawiane tu szczepy. Pod koniec XIX w., po epidemii filoksery, która zniszczyła prawie wszystkie winnice, zaczęto uprawiać szlachetne odmiany białych szczepów, jak np. riesling, olaszrizling i hárslevelű.

## Zabytki
Kościół św. Bartłomieja – kościół pierwotnie gotycki, przebudowany w XVIII wieku. Dziś kościół nosi charakterystyczne cechy baroku i stylu gotyckiego (barokowa fasada o dwóch wieżach i gotycki portal, przypory).
Kościół Franciszkanów (wzniesiony w 1370 r.) i klasztor (1. połowa XVIII w.), w którym mieści się jedyna działająca na Węgrzech nieprzerwanie od czasów średniowiecza Biblioteka Franciszkańska.
Dom Świętej Korony (Szent Korona Háza) – podczas wojen napoleońskich dwukrotnie ukryto w tym budynku węgierskie insygnia koronne. Obecnie mieści się tu drugi co do wielkości w kraju (po Esztergomie) skarbiec liturgiczny. 
Pałac Orczych – w pałacu mieści się prezentujące przyrodę gór Mátra i historię miasta Mátra Múzeum.
Kolej wąskotorowa – do Lajosházy (12 km) i do Mátrafüred (6 km).
Farkasmály borpincék – szereg piwniczek. 

## Gospodarka
- przemysł spożywczy: przetwórstwo mięsa, mleka, winiarstwo.
- uprawy winorośli i tytoniu.

## Miasta partnerskie
- Târgu Secuiesc, Rumunia
- Pieksämäki, Finlandia
- Ringsted, Dania
- Sanok, Polska
- Zeltweg, Austria
- Şuşa, Azerbejdżan